# فوتبونوت
فوتبونوت (بالإنجليزية: Footbonaut)‏ هي آلة تدريب كرة القدم تُطلق الكرات بسرعات ومسارات مختلفة تُجاه اللاعبين، الذين يجب عليهم التحكم في الكرة وتمريرها إلى مربع محدد. بالإضافة إلى صقل مهارات الكرة، تم تصميم الآلة لتحسين وقت رد فعل اللاعب.

## التطوير
مُخترع الآلة هو كريستيان غوتلر (Christian Güttler) في برلين بألمانيا. توصف الآلة أيضًا بأنها قفص آلي. تبلغ تكلفتها 3.5 مليون دولار وهي كبيرة مثل شقة على شكل مكعب وقادرة على إطلاق الكرات من مدى 360 درجة بسرعات ومسارات مختلفة نحو لاعبي التدريب. يجب على اللاعبين الذين يقفون داخل الدائرة التحكم في الكرة وتمريرها من خلال إحدى البوابات الـ 72.
يعود الفضل في هدف الفوز الذي أحرزه ماريو غوتزه في نهائي كأس العالم 2014 إلى سنوات التدريب التي قضاها باستخدام الفوتبونوت. وقد ذكر أن الفريق حقق أعلى نتيجة له - التاسعة - في الدوري الألماني لمدة خمس سنوات بعد استخدام الأداة. هناك ثلاثة أندية تستخدم حاليًا الفوتبونوت في تداريبها.